# Mexické letectvo

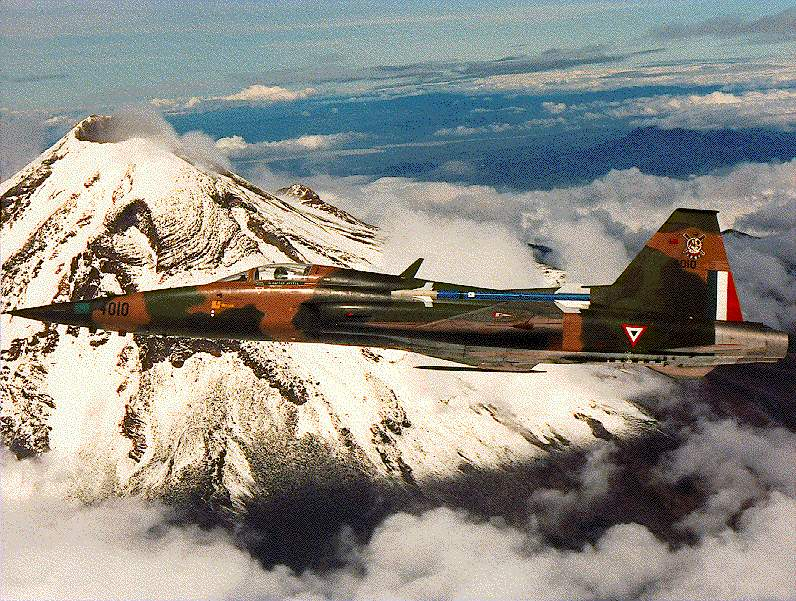
Northrop F-5 nad sopkou Popocatépetl

Mexické letectvo (španělsky Fuerza Aérea Mexicana, zkratkou FAM) disponuje skromnou leteckou výzbrojí, která odráží nevelké vnější ohrožení Mexika. Základem mexických vzdušných sil jsou dvě bojová křídla členěná na skupiny, které se skládají z perutí letounů i vrtulníků, rozmístěných na osmnácti letištích po celém Mexiku. Mexické letectvo je ve vzrůstající míře používáno při vnitrostátních protidrogových operacích, přičemž jednotlivě perutě poskytují stroje k letecké podpoře, dopravě, výcviku a dalším úkolům.
Vlastní leteckou složkou disponuje i Mexické námořnictvo.

## Přehled letecké techniky
Tabulka obsahuje přehled letecké techniky Mexického letectva podle Flightglobal.com.
| Název                                 | Fotografie     | Původ               | Určení                                                | Verze                    | Ve službě      | Poznámky |                |
| Bojové letouny                        | Bojové letouny | Bojové letouny      | Bojové letouny                                        | Bojové letouny           | Bojové letouny | Bojové letouny | Bojové letouny |
| ------------------------------------- | -------------- | ------------------- | ----------------------------------------------------- | ------------------------ | -------------- | --- | -------------- |
| Northrop F-5                          |                | USA                 | stíhací letoun                                        | F-5E/F Tiger II          | 4              | Mexiko celkově disponuje 8 stroji, z nichž zbývající 4 v současné době procházejí postupnou renovací ve spolupráci se společností RUAG. |                |
| Pilatus PC-7                          |                | Švýcarsko           | lehký bojový letoun                                   |                          | 35             | |                |
| Speciální letouny                     |                |                     |                                                       |                          |                | |                |
| Beechcraft Super King Air             |                | USA                 | průzkumný letoun                                      | King Air 350 Recce       | 1              | |                |
| Cessna Citation                       |                | USA                 | průzkumný letoun                                      | Citation I Recce         | 2              | |                |
| Embraer ERJ 145                       |                | Brazílie            | AWACS                                                 | Embraer E-99             | 1              | |                |
| Embraer ERJ 145                       |                | Brazílie            | námořní hlídkový letoun                               | Embraer P-99             | 2              | |                |
| Fairchild Swearingen Metroliner       |                | USA                 | průzkumný letoun                                      | Merlin IV/Metroliner III | 3              | |                |
| Dopravní a transportní letouny        |                |                     |                                                       |                          |                | |                |
| Aero Commander 500                    |                | USA                 | lehký dopravní letoun                                 | Turbo Commander          | 3              | |                |
| Alenia C-27J Spartan                  |                | Evropská unie       | taktický transportní letoun                           | C-27J                    | 4              | |                |
| Beechcraft Super King Air             |                | USA                 | lehký dopravní letoun                                 | King Air 90/300/350      | 7              | |                |
| Boeing 737                            |                | USA                 | střední dopravní letoun                               |                          | 2              | |                |
| CASA C-295                            |                | Evropská unie       | taktický transportní letoun                           |                          | 8              | Objednány další 2 kusy. |                |
| Lockheed C-130 Hercules               |                | USA                 | taktický transportní letoun                           | C-130E/K/L-100 Hercules  | 7              | |                |
| Lockheed Martin C-130J Super Hercules |                | USA                 | taktický transportní letoun                           | C-130J                   | 0              | Objednány 2 kusy. |                |
| Pilatus PC-6                          |                | Švýcarsko           | užitkový/lehký transportní letoun charakteristik STOL | PC-6B                    | 3              | |                |
| Vrtulníky                             |                |                     |                                                       |                          |                | |                |
| Bell 206                              |                | USA                 | užitkový vrtulník                                     |                          | 20             | |                |
| Bell 212/412                          |                | USA                 | víceúčelový/transportní vrtulník                      |                          | 31             | |                |
| Bell 407                              |                | USA                 | užitkový vrtulník                                     |                          | 15             | |                |
| Bell UH-1 Iroquois                    |                | USA                 | víceúčelový vrtulník                                  | UH-1H                    | 1              | |                |
| Eurocopter EC 725                     |                | Francie             | transportní vrtulník                                  | H225M                    | 11             | Objednáno dalších 6 kusů. |                |
| MD Helicopters MD 500                 |                | USA                 | lehký víceúčelový vrtulník                            | MD 530                   | 14             | |                |
| Mil Mi-8/Mi-17                        |                | Sovětský svaz Rusko | transportní vrtulník                                  |                          | 28             | |                |
| Sikorsky UH-60 Black Hawk             |                | USA                 | transportní vrtulník                                  | S-70/UH-60M              | 9              | Objednáno dalších 31 kusů. |                |
| Cvičná letadla                        |                |                     |                                                       |                          |                | |                |
| Beechcraft T-6 Texan II               |                | USA                 | cvičný letoun                                         | T-6C+                    | 34             | Objednáno dalších 14 kusů. |                |
| Bell 206                              |                | USA                 | cvičný vrtulník                                       |                          | 11             | |                |
| Grob G 120                            |                | Německo             | cvičný letoun pro základní výcvik                     | G 120TP                  | 25             | |                |
| Pilatus PC-7                          |                | Švýcarsko           | cvičný letoun                                         |                          | 31             | |                |
| Pilatus PC-9                          |                | Švýcarsko           | cvičný letoun                                         |                          | 1              | |                |
| SIAI-Marchetti SF.260                 |                | Itálie              | cvičný letoun                                         |                          | 25             | |                |

## Galerie

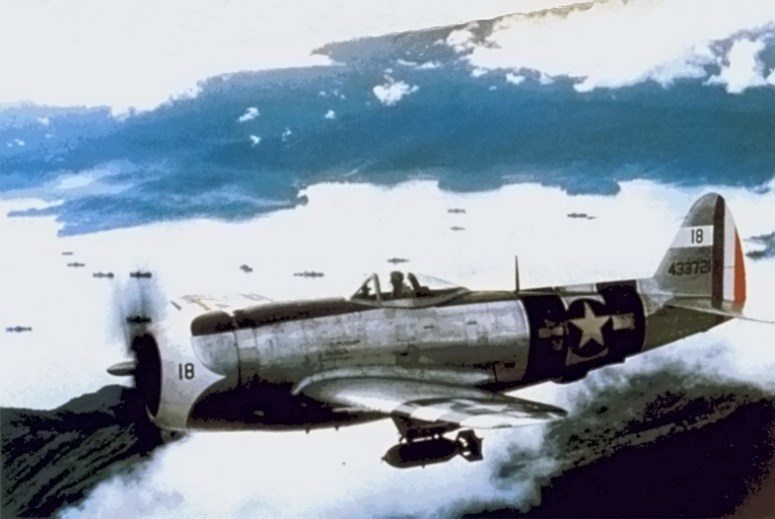
Mexická stíhačka P-47 Thunderbolt nad Filipínami, 1945
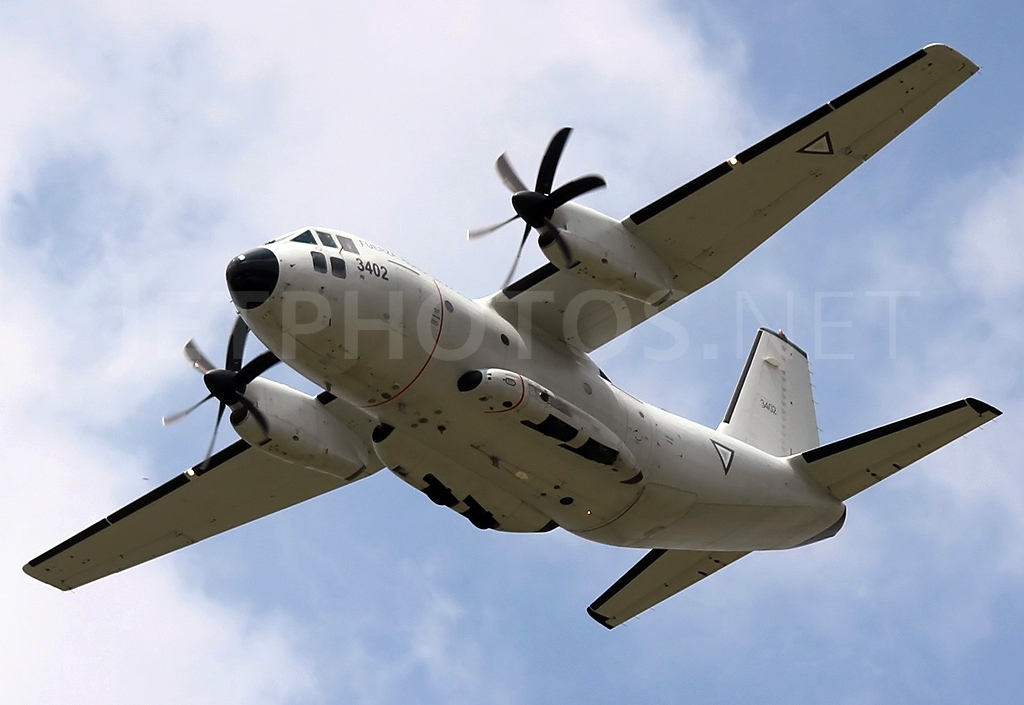
C-27J Spartan
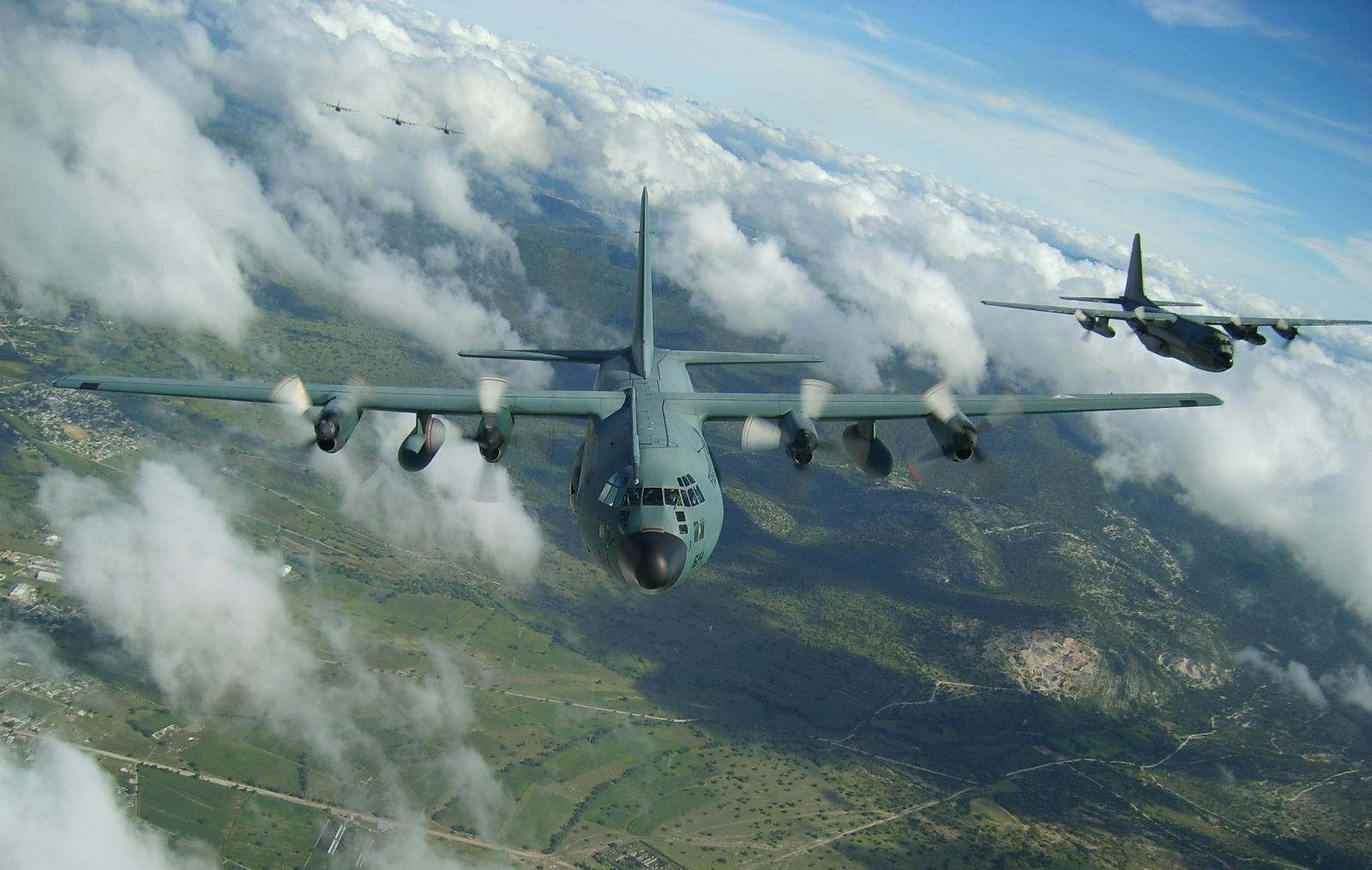
C-130 Hercules
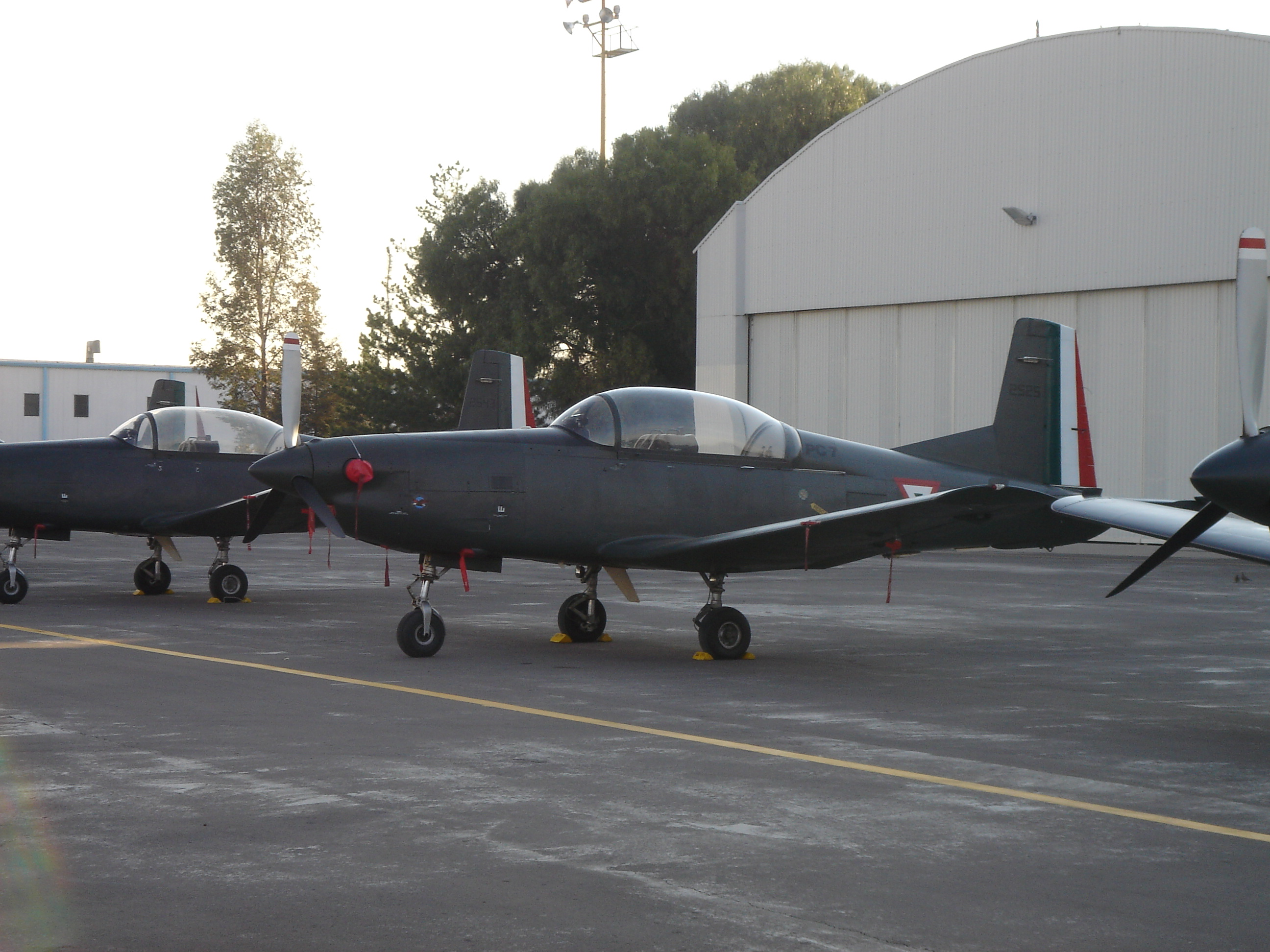
Mexické Pilatus PC-7
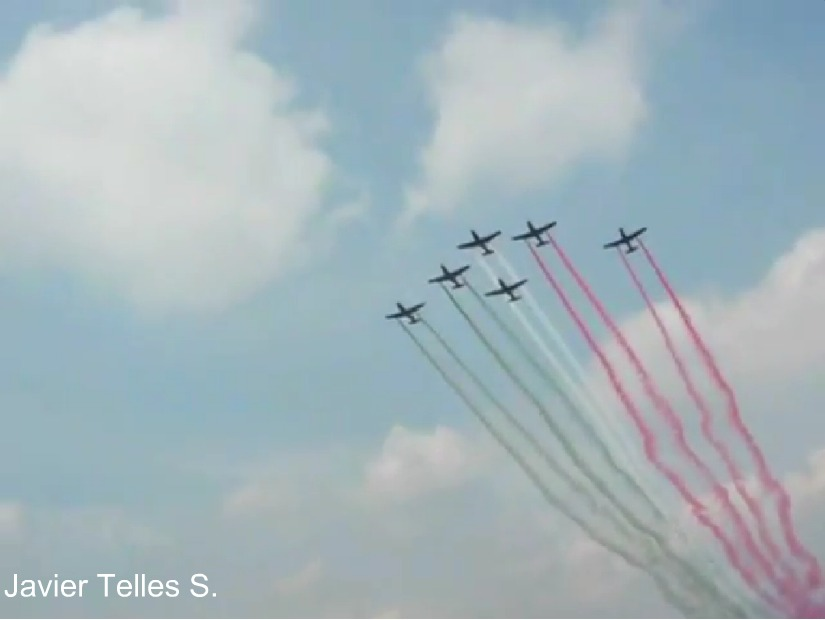
Akrobatická skupina FAM
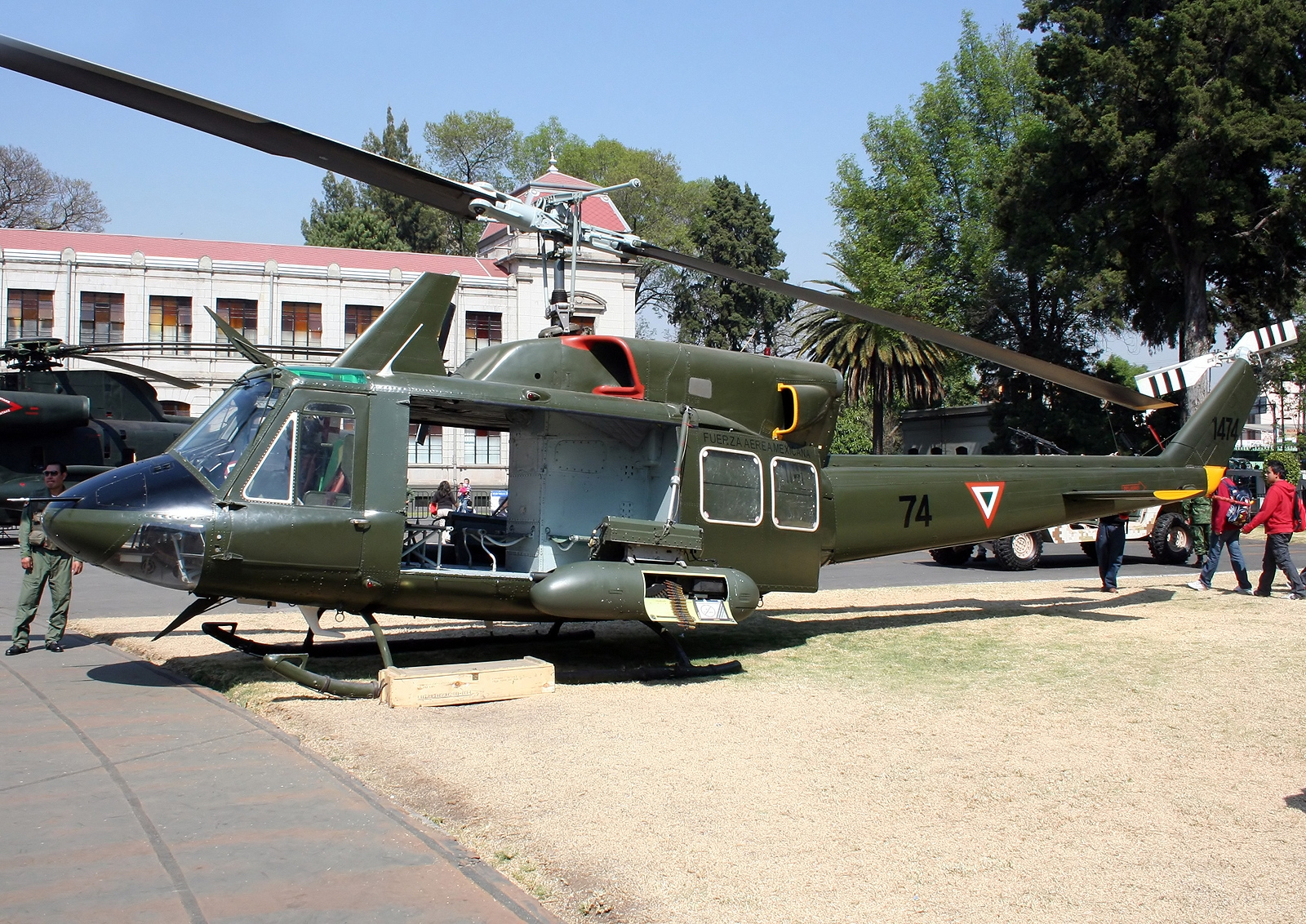
Bell 212
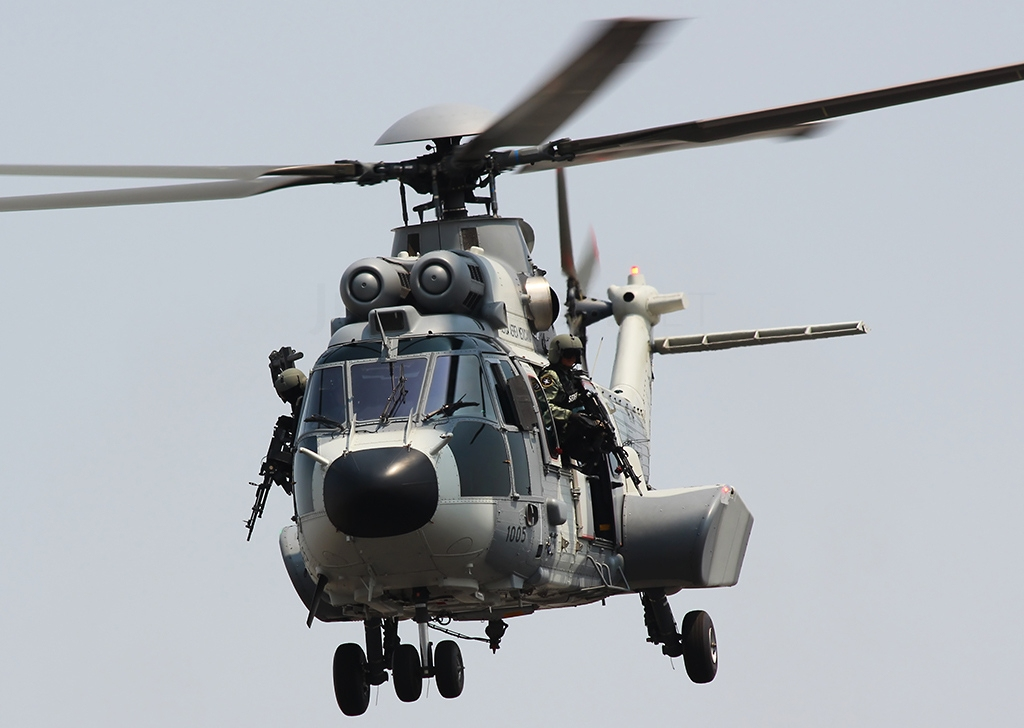
Eurocopter EC 725